# Zura Karuhimbi
Zura Karuhimbi (Gitarama, 1925 circa – Distretto di Ruhango, 17 dicembre 2018) è stata una filantropa ruandese.

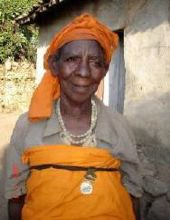
Zura Karuhimbi

È una delle persone che hanno salvato più individui durante il genocidio del Ruanda. Sfruttando la superstizione locale, riuscì a evitare a più di 100 perseguitati una morte certa fingendo di essere una strega e minacciando di ripercussioni sovrannaturali i carnefici che avessero ucciso lei e chi si trovava sotto la sua protezione. Chi veniva da lei accolto si nascondeva nella sua piccola casa o nei campi adiacenti e tutti coloro che aiutò sopravvissero al genocidio.

## Biografia

### Origini
Di etnia hutu, nacque all'incirca a metà degli anni 1920 nel distretto di Muhanga in una famiglia di guaritori tradizionali, dalla quale apprese rudimenti di medicina e come usare le erbe.
Visse la maggior parte della sua vita nelle campagne del Ruanda, svolgendo l'attività di guaritrice e coltivando un piccolo appezzamento di terreno adiacente alla sua casa. Già durante i primi anni sperimentò l'odio razziale tra hutu e tutsi e per questo decise di votarsi al totale aiuto del prossimo durante la sua intera esistenza. Durante questo periodo cominciò ad aiutare i tutsi perseguitati; asseriva di aver salvato la vita anche al futuro presidente del Ruanda Paul Kagame, acconciandolo in modo da farlo passare per una bambina ed evitandogli così un'esecuzione sommaria.

### Genocidio del Ruanda
Quando nel 1994 esplose la violenza etnica in Ruanda e la milizia hutu dell'Interahamwe cominciò il massacro sistematico dell'etnia tutsi, Zura Karuhimbi, pur essendo una hutu, rigettò le violenze e, anzi, cominciò ad accogliere decine di rifugiati e perseguitati. Nascondeva chi ne aveva bisogno all'interno della propria casa, costituita da due sole stanze, sistemandoli sotto il suo letto o in un'intercapedine nel soffitto; in alternativa li faceva rifugiare nelle sue terre, celati in profonde buche o sotto cumuli di cesti e foglie secche. Nel caso di bambini scampati al massacro delle proprie famiglie, era lei stessa, esponendosi a enormi rischi, ad andarli a prendere e a ospitarli presso di sé. Non faceva distinzione alcuna, proteggendo allo stesso modo tutsi, hutu, twa, burundesi e persino alcuni europei.
Non disponeva di armi o altri mezzi di difesa, ma, sfruttando la superstizione delle campagne africane e la sua fama come guaritrice, fece credere di essere una strega e di essere posseduta dai nyabingi, potenti spiriti maligni del folclore locale. L'Interahamwe era a conoscenza del fatto che nascondesse delle persone, ma lei resistette a ogni minaccia e tentativo di corruzione, avvertendo che chiunque avesse violato la sua casa o ucciso un suo protetto sarebbe incorso nell'ira degli spiriti. Pare che di notte, per dimostrare le presenze sovrannaturali, facesse un gran baccano con pietre, piatti e pentole per gettare nel terrore le milizie che pattugliavano i dintorni della casa, ripetendo la stessa cosa durante il giorno con degli speciali braccialetti che era solita indossare. Inoltre, grazie alla sua vasta conoscenza delle erbe, era in grado di ricavare un unguento urticante col quale rivestiva sé stessa e le pareti della sua casa, causando un terribile bruciore a chiunque la toccasse o tentasse di entrare, avvalorando così la sua fama di strega.
Il numero esatto di persone da lei salvate è incerto; la Karuhimbi stessa ha dichiarato di non ricordare i nomi di tutti coloro che ha aiutato, ma si stima si sia trattato di più di un centinaio di persone. Durante il genocidio morirono due dei suoi stessi figli, un maschio e una femmina.

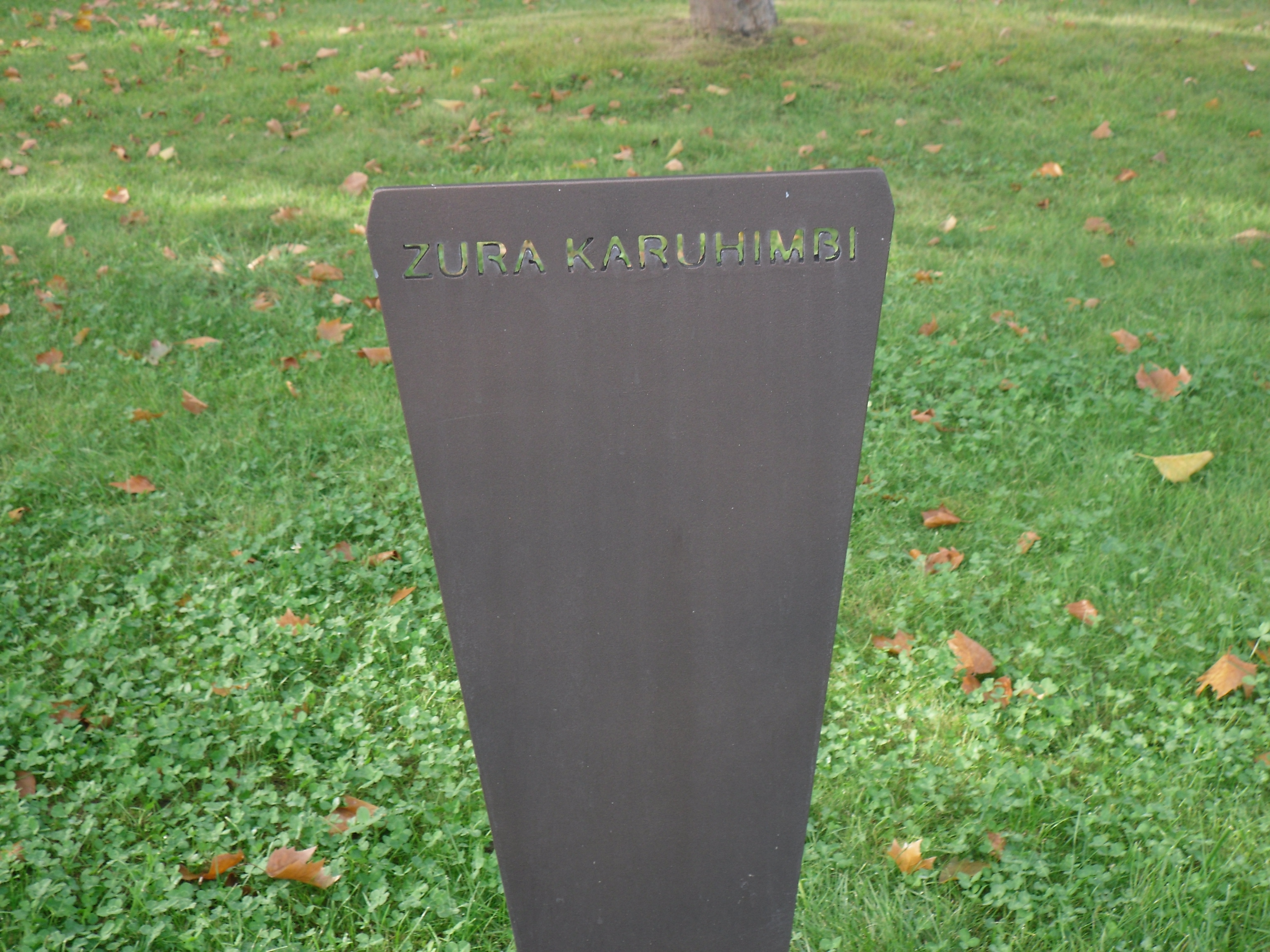
Stele dedicata a Zura Karuhimbi al Giardino dei Giusti del Mondo di Padova

### Dopo il genocidio
(Zura Karuhimbi al presidente Paul Kagame)
Terminata la carneficina, per le sue azioni venne dichiarata indakemwa ("giusta") e ricevette una medaglia dal presidente ruandese Paul Kagame. Disse di essere cristiana e di non credere nella stregoneria, ma di averla adoperata solo come stratagemma.
Visse gli ultimi anni in casa di una nipote e morì nel 2018. Alcune fonti sostengono che fosse ultracentenaria, ma ciò è improbabile, oltre che non verificabile.
La vicenda di Zura Karuhimbi ha ispirato il cortometraggio Bazigaga (2020) di Jo Ingabire Moys, a sua volta sopravvissuta al genocidio del Ruanda; la regista, rifugiata nella stessa zona dove viveva la "strega", apprese delle sue azioni solo una volta stabilitasi nel Regno Unito e la sciamana Bazigaga, personaggio eponimo del cortometraggio, è ispirata proprio alla sua figura. Il cortometraggio è stato candidato ai Premi BAFTA 2023.

## Onorificenze

### Onorificenze straniere
In ricordo delle sue azioni, a Padova le è stata dedicata una stele nel Giardino dei Giusti del Mondo.